# Ylodes kawraiskii
Ylodes kawraiskii är en nattsländeart som först beskrevs av Martynov 1909.  Ylodes kawraiskii ingår i släktet Ylodes och familjen långhornssländor. Utöver nominatformen finns också underarten Y. k. persicus.